# Parachute (песня Шерил Коул)
«Parachute» — сингл английской певицы Шерил Коул в поддержку её дебютного студийного альбома 3 Words (2009). Он был выпущен 11 марта 2010 года в качестве третьего и последнего сингла альбома и стал третьим подряд сольным хитом Коул, вошедшим в топ-5 Великобритании и её третьим хитом, вошедшим в топ-10 Ирландии. В 2011 году он был номинирован на премию Brit Award.

## История
Песня была написана Ингрид Майклсон и Маршаллом Альтманом, она сочетает в себе ритм-энд-блюз и поп. В ней также используются военная перкуссия и струнные. Первоначально она была предложена в качестве одного из вариантов для ведущего сингла альбома, но вместо этого была выбрана песня «Fight for This Love».
В лирическом плане песню критиковали за то, что она слишком приземленная, но в то же время достаточно хорошо написана, чтобы «застрять в голове». Критики отметили, что «Parachute» была одной из нескольких песен в альбоме, в которой скрывается более глубокий подтекст паранойи. Коул также сказала, что текст этой песни ей нравится больше всего. Благодаря словам: «Мне не нужен парашют, детка, если я тебя поймаю», песня была названа знойной, поскольку темой текста, по-видимому, был супруг Коул — Эшли, хотя в то время пара объявила о своем расставании.

## Критика
Том Юинг из The Guardian сказал, что песня отличается строгим взглядом на современную поп-музыку, который дает голосу Коул пространство, в котором он нуждается, а Луиза Маккадден из in the News сказала, что, несмотря на возможно, самый лирический приземленный припев, который она когда-либо слышала, это хорошо продуманная песня, которая хорошо запоминается. Издание 4 Music описало трек как мгновенное отличие от альбома и заявило, что сильный вокал Коул вместе с сочетанием перкуссии в военном стиле с нежными струнами способен стать ещё одним громким хитом. Он был назван синглом недели по версии Ram FM и описан как «знойный поп в лучшем виде».

## Клип
Музыкальное видео для песни было снято в начале января 2010 года в Элтэм Палас в Лондоне и вышло 31 января 2010 года. Коул исполняет латиноамериканский танец с хореографом, 2-кратным лауреатом премии Эмми, профессиональным танцором и 6-кратным чемпионом шоу «Strictly Come Dancing» Дереком Хафом, который также поставил хореографию, и группой других танцоров. Видео было снято режиссёром Александлианом и спродюсировано компанией Factory Films.